# Polikarpov
L'ufficio tecnico di Polikarpov (in cirillico Поликарпов) era un OKB (ufficio speciale di progettazione) sovietico per la produzione di aerei, soprattutto da caccia, guidato e seguito dal fondatore, Nikolaj Nikolaevič Polikarpov.
Dopo la morte dell'ingegnere capo, avvenuta nel 1944, l'ufficio di progettazione fu assorbito dalla Lavochkin, mentre alcuni dei progettisti passarono alla Mikoyan-Gurevich e gli stabilimenti cominciarono la produzione di velivoli per conto della Sukhoi.

## Produzione
Di seguito, una lista di modelli Polikarpov, realizzati, sia come prototipi che avviati alla produzione in serie, tra il 1923 e il 1945:
- Polikarpov R-1 biplano da ricognizione (basato sul bombardiere britannico Airco/de Havilland DH.9A)
- Polikarpov R-2 biplano da ricognizione (sviluppo del R-1)
- MR-1 idrovolante (sviluppo del R-1)
- Polikarpov PM-1 (P-2) biplano di linea
- Polikarpov Po-2 (U-2) biplano multiruolo
- Polikarpov I-1 (IL-400) prototipo di caccia monoplano
- Polikarpov DI-1 (2I-N1) prototipo di caccia biplano a due posti
- Polikarpov P-2 prototipo di biplano d'addestramento
- Polikarpov I-3 caccia biplano
- Polikarpov R-4 biplano da ricognizione (sviluppo del R-1)
- Polikarpov DI-2 (D-2) caccia biplano a due posti
- Polikarpov TB-2 prototipo di bombardiere biplano bimotore
- Polikarpov R-5 biplano da ricognizione
- Polikarpov P-5 cargo leggero (sviluppo del R-5)
- Polikarpov SSS bombardiere leggero (sviluppo del R-5)
- Polikarpov RZ caccia da attacco al suolo, (sviluppo del R-5)
- Polikarpov PR-5 aereo di linea (sviluppo del R-5)
- Polikarpov I-5 caccia biplano
- Polikarpov I-6 caccia biplano
- Polikarpov I-15 caccia biplano
- Polikarpov I-16 caccia
- Polikarpov I-152 caccia biplano
- Polikarpov I-153 caccia biplano
- Polikarpov I-17 caccia
- Polikarpov I-180 prototipo di caccia
- Polikarpov I-185 prototipo di caccia
- Polikarpov Ivanov caccia da attacco al suolo
- Polikarpov VIT-1 caccia bimotore
- Polikarpov VIT-2 caccia bimotore (sviluppo del VIT-1)
- Polikarpov PR-12 monoplano di linea (sviluppo del R-5)
- Polikarpov SPB bombardiere in picchiata bimotore, sviluppo del VIT-2
- Polikarpov I-190 prototipo di caccia bimotore (sviluppo del I-153)
- Polikarpov TIS (MA) prototipo di caccia bimotore
- Polikarpov ITP (M) prototipo di caccia
- Polikarpov NB (T) prototipo di bombardiere a medio raggio
- Polikarpov BDP (S) aliante da trasporto
- Polikarpov MP versione potenziata del BDP
- Polikarpov Malyukta prototipo di caccia con motore a razzo (mai completato dopo la morte di Polikarpov)
- Polikarpov Limozin (D) aereo da trasporto leggero (mai completato dopo la morte di Polikarpov)
- I-200 (MiG-1) caccia